# Mahnverfahren
Das gerichtliche Mahnverfahren in Deutschland ist ein Gerichtsverfahren, das der vereinfachten Durchsetzung von Geldforderungen dient. Es ist in §§ 688 ff. ZPO geregelt und nicht zu verwechseln mit außergerichtlichen Mahnungen durch Unternehmen, Rechtsanwälte oder Inkassobüros. Der Anspruch darf nicht von einer Gegenleistung abhängig sein, die noch nicht erbracht wurde (§ 688 Abs. 2 Nr. 2 ZPO). Für Forderungen aus Verbraucherdarlehensverträgen gelten weitere Voraussetzungen (§ 688 Abs. 2 Nr. 1, § 690 Abs. 1 Nr. 3 ZPO).
Auf einen entsprechenden Antrag des Gläubigers hin ergeht hier ein sog. Mahnbescheid, der dem behaupteten Schuldner vom zuständigen zentralen Mahngericht zugestellt wird. Sofern der Schuldner hiergegen nicht fristgerecht Widerspruch einlegt, wird die Forderung vollstreckbar, indem das zentrale Mahngericht auf Antrag einen sog. Vollstreckungsbescheid (bis 1977 Vollstreckungsbefehl) erlässt. Das Mahnverfahren ermöglicht somit die Vollstreckung einer Geldforderung ohne Klageerhebung, also auch ohne Urteil. Das Verfahren wird von einem Rechtspfleger oder sogar voll automatisiert durchgeführt, ohne dass geprüft wird, ob dem Antragsteller der Zahlungsanspruch tatsächlich zusteht. Beweismittel müssen bei der maschinellen Erfassung nicht mitgesandt werden. Das Mahnverfahren ist damit eine schnelle und kostensparende Alternative zum gewöhnlichen Zivilprozess, die sich besonders für Ansprüche eignet, über die kein Streit besteht. Ziel des Verfahrens ist zunächst, einen Schuldner zur Zahlung zu bewegen. Am Ende des Mahnverfahrens steht jedoch der Vollstreckungsbescheid. Das ist ein Vollstreckungstitel, mit dem der Gläubiger seine Geldforderung vollstrecken kann (§ 794 Abs. 1 Nr. 4 ZPO).

## Zuständigkeit
Das Mahnverfahren wird bei den zentralen Mahngerichten unter der Verantwortung eines Rechtspflegers (§ 20 Nr. 1 RPflG) durchgeführt. Abweichend davon ist in Angelegenheiten des Arbeitsrechts das Arbeitsgericht zuständig.
In Deutschland wird nur noch das automatisierte, zentrale Mahnverfahren verwendet. Das manuelle, dezentrale Verfahren bei den örtlichen Amtsgerichten ist nicht mehr in Gebrauch. Die Verfahren unterscheiden sich in erster Linie durch den verwendeten Antragsvordruck.
Die örtliche Zuständigkeit liegt beim zentralen Mahngericht des Bundeslandes, in welchem der Antragsteller seinen Wohnsitz hat. Dazu hat jedes deutsche Land ein Amtsgericht benannt, welches die Aufgaben als zentrales Mahngericht ausführt. Die Ausnahme bildet hier Nordrhein-Westfalen mit zwei zentralen Mahngerichten: das Amtsgericht Euskirchen ist örtlich zuständig, wenn der Antragsteller seinen Wohnsitz im Oberlandesgerichtsbezirk Köln hat, das Amtsgericht Hagen bei einem Antragstellerwohnsitz im Oberlandesgerichtsbezirk Düsseldorf oder Hamm. Einige Länder haben sich für den Betrieb eines zentralen Mahngerichts zusammengeschlossen und betreiben zusammen nur jeweils ein gemeinsames zentrales Mahngericht:
- Berlin und Brandenburg: Amtsgericht Berlin-Wedding,
- Hamburg und Mecklenburg-Vorpommern: Amtsgericht Hamburg-Altona,
- Rheinland-Pfalz und Saarland: Amtsgericht Mayen,
- Thüringen, Sachsen und Sachsen-Anhalt: Amtsgericht Aschersleben, Zweigstelle Staßfurt.[1]

Soweit das Arbeitsgericht sachlich zuständig ist, ist dasjenige Arbeitsgericht örtlich zuständig, bei dem auch das streitige Verfahren durchzuführen wäre, mithin nach § 46a und § 82 Arbeitsgerichtsgesetz (ArbGG) das Arbeitsgericht, in dessen Bezirk der Betrieb liegt.
Bei Antragstellern mit Wohnsitz oder Sitz im Ausland ist das Amtsgericht Berlin-Wedding zuständig.

## Ablauf

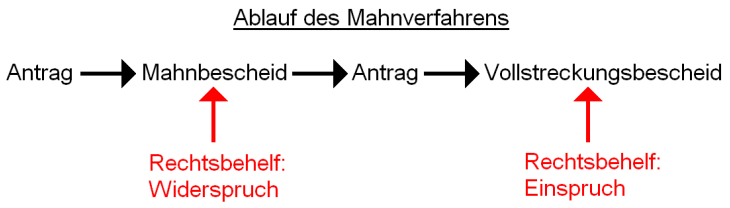
Einfache Darstellung des Mahnverfahrens

Das Mahnverfahren wird durch einen Antrag des Gläubigers beim zuständigen zentralen Mahngericht eingeleitet. Dieser Antrag kann jederzeit gestellt werden. In der Praxis ist eine Antragstellung jedoch erst sinnvoll, wenn ein Schuldner in Verzug geraten ist oder die Verjährung noch kurz vor Ablauf der Verjährungsfrist gehemmt werden soll.
Der Antrag des Gläubigers auf Erlass eines Mahnbescheids erfolgt auf einem Formblatt mit folgenden Angaben:
- Datum des Antrags
- Antragsteller, ggf. mit rechtlichem Vertreter, bei Firmen und juristischen Personen Angabe der Geschäftsform, Angaben zur Vorsteuerabzugsberechtigung
- Antragsgegner, ggf. mit rechtlichem Vertreter, bei Firmen und juristischen Personen Angabe der Geschäftsform
- genaue Bezeichnung des Anspruchs mit Spezifizierung der Geldforderung
- ggf. Verzinsung der Hauptforderung
- ggf. Nebenforderungen
- ob und, wenn ja, vor welchem Gericht im Falle eines Widerspruchs/Einspruchs ein streitiges Verfahren durchzuführen wäre
- Adresse des zuständigen Zentralen Mahngerichts
- ggf. Angaben zum Prozessbevollmächtigten des Antragstellers, dortiges Aktenzeichen
- Unterschrift

Für die Antragstellung kann auch ein von der Justiz angebotenes Webformular genutzt werden.

### Möglichkeiten der Antragstellung

#### Amtlicher Vordruck
In Schreibwarenläden sind amtliche Formulare (Vordrucke) erhältlich. Den Formularen sind Hinweise zum Ausfüllen des Antrags beigefügt. In Angelegenheiten des Arbeitsrechts wird ein gesondertes Formular für den Mahnantrag verwendet. Dieses ist bei jedem Arbeitsgericht erhältlich.

#### Beantragung per Barcode-Verfahren

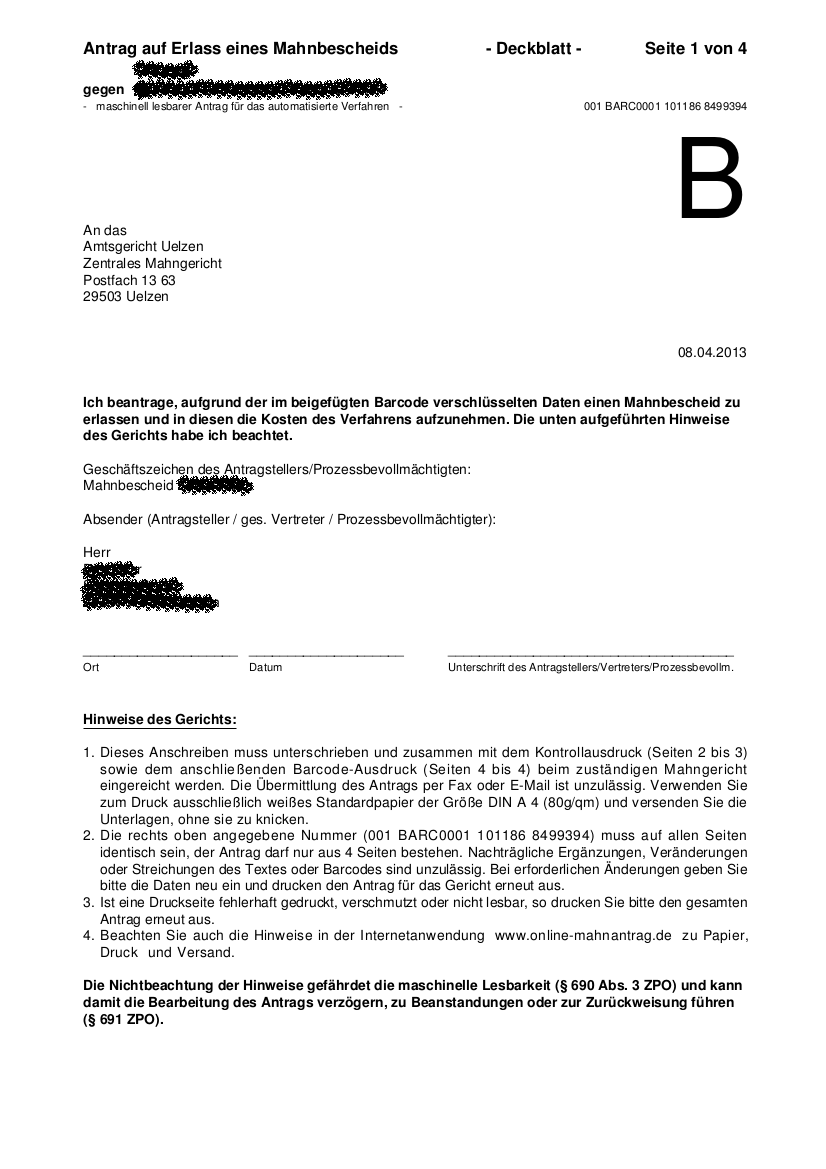
Seite 1 des Mahnantrags im „Online“-Verfahren

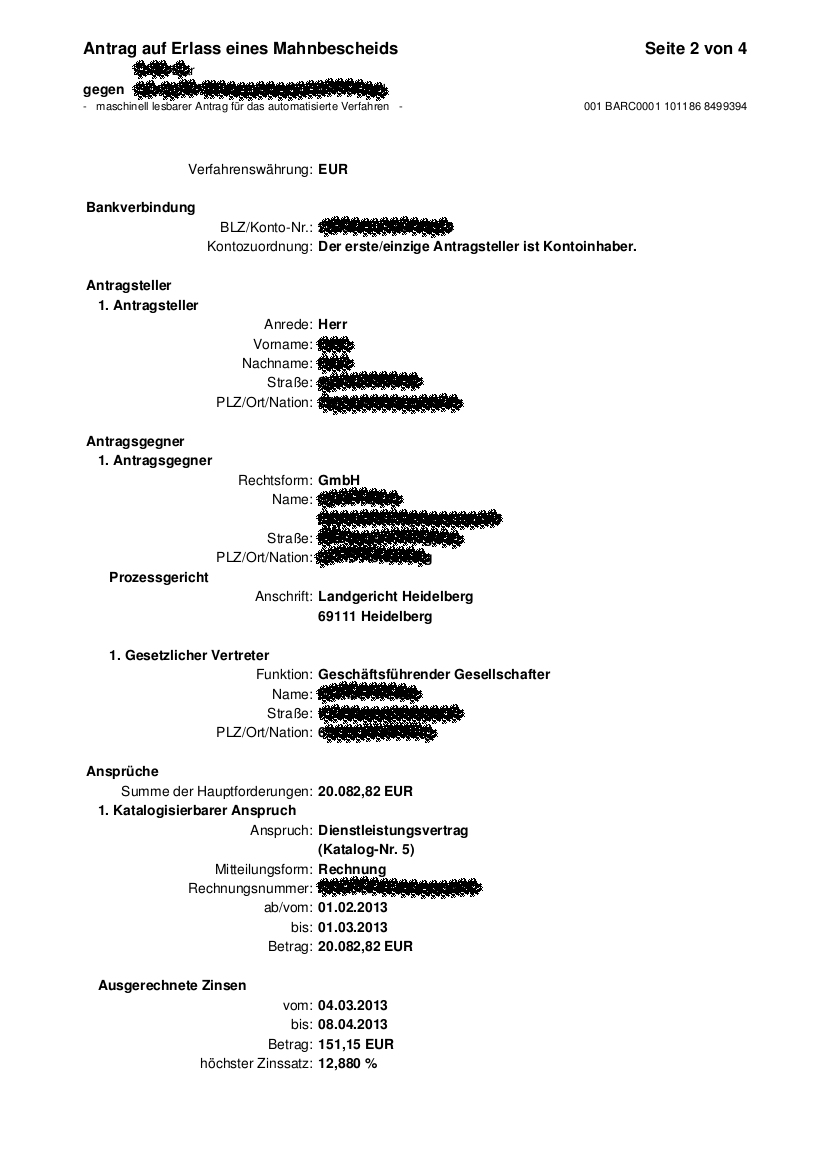
Seite 2 des Mahnantrags im „Online“-Verfahren

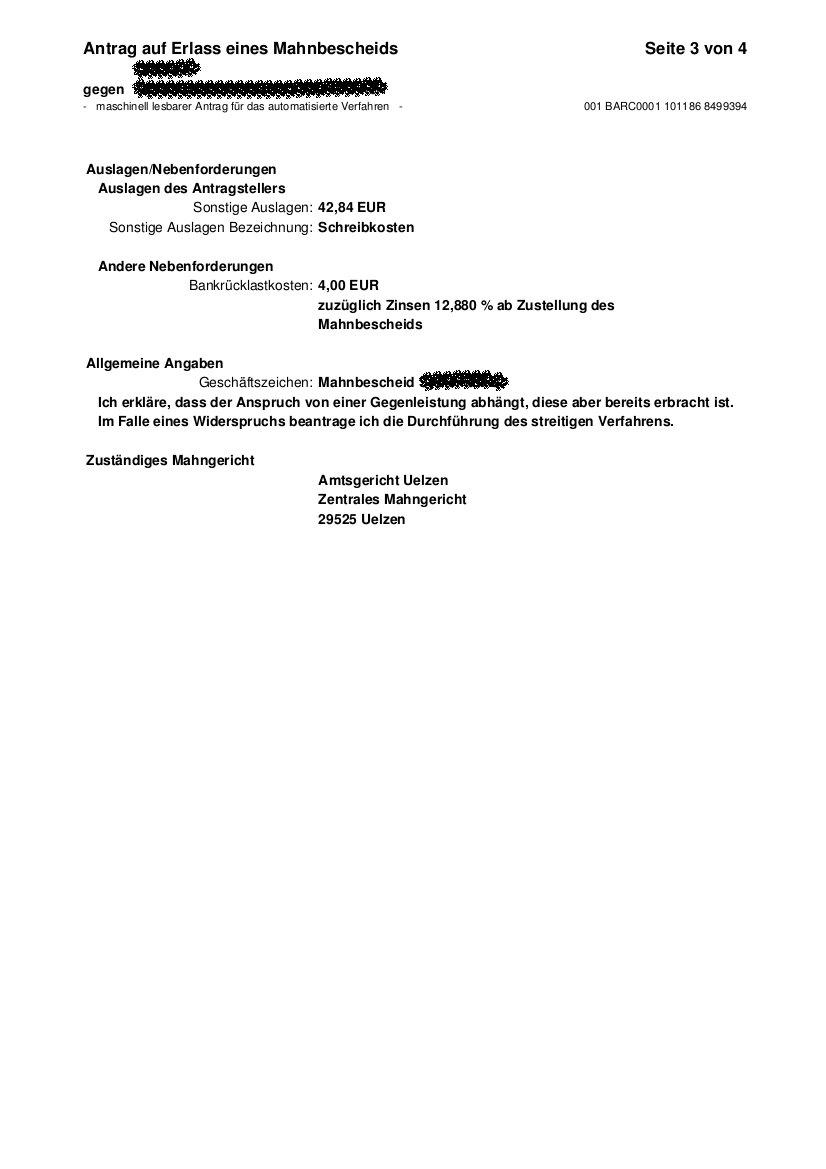
Seite 3 des Mahnantrags im „Online“-Verfahren

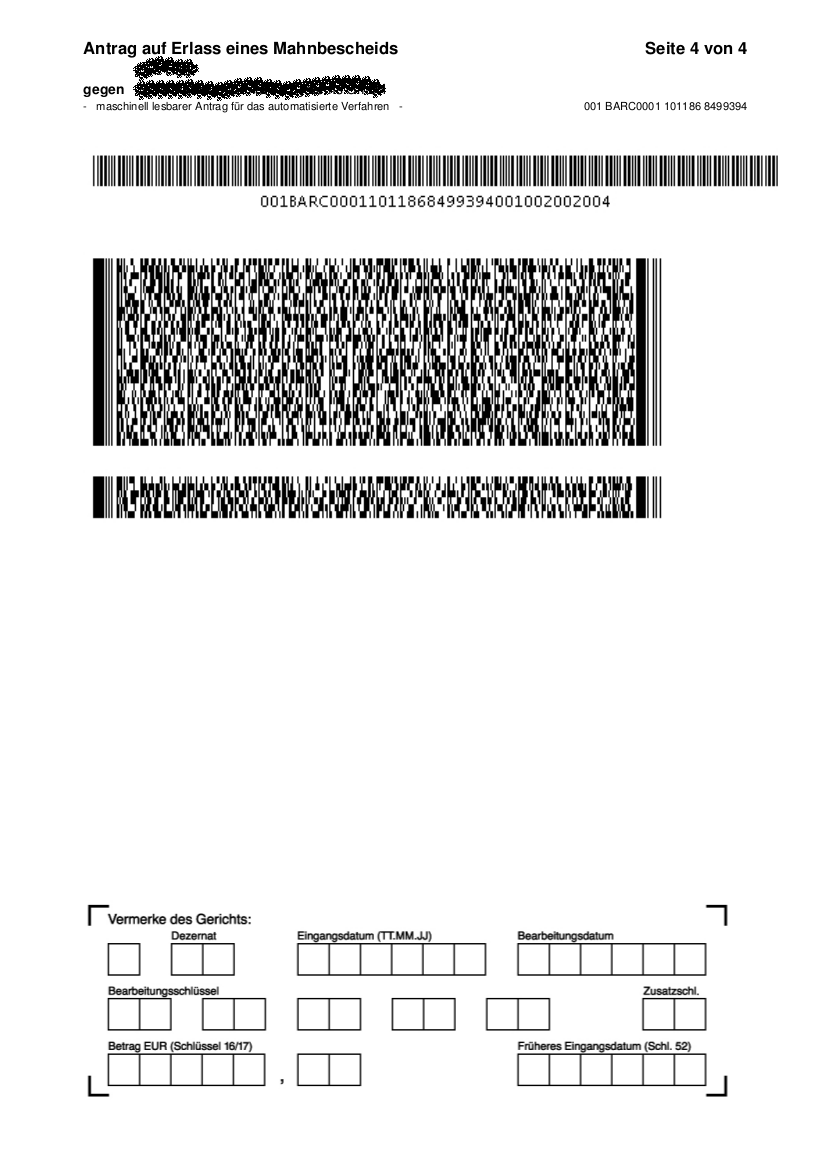
Seite 4 des Mahnantrags im „Online“-Verfahren

Im Barcodeverfahren ist es möglich, den Antrag für den Mahnbescheid auf der Website des Zentralen Mahngerichtes auszufüllen. Es erfolgt eine automatische Kontrolle von Eingabefehlern bzw. der Schlüssigkeit der Eingaben. Der Antrag kann nach der Dateneingabe auf normalem, weißem Druckerpapier ausgedruckt werden. Auf der letzten Seite werden die Daten in einem Barcode codiert ausgedruckt. Der Antrag ist zu unterschreiben. Danach werden alle ausgedruckten Seiten fest verbunden per Post an das Zentrale Mahngericht versendet. Die Übermittlung per Fax ist ausgeschlossen, da die Qualität eines Telefaxes für ein fehlerfreies Scannen nicht ausreicht.

#### Beantragung per Datenträger
Hier ist eine geeignete Mahnsoftware und eine Kennziffer Voraussetzung. Die Kennziffer ist kostenlos und kann beim zuständigen Mahngericht beantragt werden.
Für Anträge, die per Datenträger übermittelt werden, kann eine SEPA-Lastschrift für das gesamte Verfahren erteilt werden; dies ist aber nicht zwingend notwendig, da die Gebühren auch per Überweisung bezahlt werden können. Der Vorteil dieses Verfahrens ist, dass mehrere Anträge in einer Datei übertragen werden können und die Verarbeitung am Tag des Eingangs erfolgt. Entsprechend dem Ausbaugrad der verwendeten Software erhält der Antragsteller die Nachrichten des Gerichts im Datenträgeraustausch zurück. Die Folgeanträge können dann ebenfalls auf diesem Wege gestellt werden.
Bei dem zuständigen Zentralen Mahngericht kann im automatisierten Verfahren eine Kennziffer schriftlich beantragt werden. Bei der Verwendung einer Kennziffer muss nicht mehr der gesamte Antragsteller/Prozessbevollmächtigte eingetragen werden, vielmehr genügt die Angabe der Kennziffer in dem entsprechenden Bereich. Die in der Kennziffer hinterlegten Daten sind beim Mahngericht gespeichert und werden automatisch in den Mahnbescheid sowie den Vollstreckungsbescheid übernommen.
Das Mahnverfahren ist sehr formalisiert und weitgehend automatisiert. Der Antrag zur Erteilung einer Kennziffer kann bei dem zuständigen Zentralen Mahngericht formlos eingereicht werden. Bei den Mahngerichten sind zur Vereinfachung Antragsvordrucke erhältlich.
Seit dem 1. Dezember 2008 kann der Antrag auf Erlass eines Mahnbescheides dem Zentralen Mahngericht in einer nur maschinell lesbaren Form übermittelt werden, wenn diese Form dem Gericht für seine maschinelle Bearbeitung geeignet erscheint. Wird der Antrag von einem Rechtsanwalt oder einem Inkassobüro gestellt, ist nur diese Form der Antragstellung zulässig. Es handelt sich um eine Neuregelung als Ausfluss des 2. Justizmodernisierungsgesetzes.

#### Beantragung per Onlinemahnantrag
Es besteht auch die Möglichkeit, über die Webseite www.online-mahnantrag.de einen Onlinemahnantrag zu erstellen und diesen auch per Übertragung über das Internet an das jeweilige Mahngericht zu versenden.
Dort stehen mittlerweile auch die Folgeanträge online zur Verfügung (Widerspruch, Vollstreckungsbescheidsantrag u. a.).

#### Übertragung per Internet
Die Übertragung erfolgt seit 16. Mai 2007 per Elektronischem Gerichts- und Verwaltungspostfach (EGVP). Als weitere Voraussetzungen werden eine Software benötigt, die den Antrag im vorgeschriebenen Dateiformat (.eda) erstellt, ein geeignetes Kartenlesegerät sowie eine signaturgesetzkonforme Signaturkarte.
Es wurden auch hier mittlerweile die Übertragungswege (z. B. beA, eBO, De-Mail, nPA) erweitert. Hierbei muss es sich allerdings um einen nach § 130a ZPO sicheren Übertragungsweg handeln.

### Eingeschränkte Prüfung durch das Mahngericht
Das betreffende Amtsgericht (zentrales Mahngericht) prüft den Antrag auf formelle Richtigkeit und ob die Geltendmachung der Forderung im Mahnverfahren statthaft ist. Der Antrag selbst enthält keinerlei Begründung. Etwaige mitgesandte Beweisstücke sendet das Mahngericht ungeprüft zurück. Nach der formellen Prüfung erlässt das Mahngericht den Mahnbescheid.
Der Rechtspfleger hat dabei nur eine eingeschränkte Prüfungskompetenz hinsichtlich der Begründetheit. Er darf nicht sehenden Auges einen falschen Titel schaffen. Außerdem hat er darauf zu achten, ob der geltend gemachte Anspruch hinreichend individualisiert ist, ob er überhaupt bestehen kann und ob er nicht erkennbar ungerechtfertigt ist. Ein Grund für eine Monierung ist etwa die Forderung nach einer Schreibgebühr, die die tatsächlichen Kosten überschreitet. Hier darf etwa die Arbeitszeit für die Erstellung des Mahnbescheids nicht eingerechnet werden, da letztere zur gewöhnlichen Geschäftstätigkeit eines Gläubigers gehört. Eine Monierung kann die Zustellung des Mahnbescheides leicht um zwei Wochen verzögern, daher sollte man die formale Korrektheit unbedingt einhalten.

### Zustellung des Mahnbescheids
Unmittelbar nach Erlass des Mahnbescheids veranlasst das jeweilige Zentrale Mahngericht dessen Zustellung an den Antragsgegner per Postzustellungsauftrag. Eine Öffentliche Zustellung (§ 185 ZPO) ist bei Mahnbescheiden nicht möglich. Daher muss dem Antragsteller bei Antragstellung eine zustellfähige Anschrift des Schuldners vorliegen. Hingegen ist eine Öffentliche Zustellung des späteren Vollstreckungsbescheids möglich.
Nach erfolgter Zustellung des Mahnbescheids wird dies dem Antragsteller vom Zentralen Mahngericht mitgeteilt. Das Zustellungsdatum dient dem Antragsteller vor allem als Information dafür, ab wann er, falls der Schuldner (= Antragsgegner) keinen Widerspruch einlegt, einen Antrag auf Erlass eines Vollstreckungsbescheids beim Mahngericht stellen kann (Zweiwochenfrist, siehe Abschnitt Vollstreckungsbescheid).

### Gebühren
Die Gerichtskosten betragen gemäß § 34 i. V. m. Nr. 1100 KV und Anlage 1 zum GKG eine halbe Gerichtsgebühr (Gebührensatz 0,5) abhängig von der Forderungshöhe, exemplarisch:
- Bis 1000 €: 36,00 € – Mindestgebühr
- Bis 1500 €: 39,00 €
- Bis 2000 €: 49,00 €

Sie entstehen bereits mit Eingang des Antrages und sind zunächst vom Gläubiger vorzustrecken. Sollten die Forderungen jedoch erfolgreich eingetrieben werden, können die entstandenen Kosten dem Schuldner auferlegt werden und der Gläubiger kann sie zurückfordern. Der Mahnbescheid soll grundsätzlich nur dann erlassen werden, wenn die Gerichtskosten eingezahlt wurden. Wird der Mahnbescheid maschinell erlassen, gilt das erst für den Vollstreckungsbescheid. Das bedeutet, dass in den meisten Fällen die Kostenrechnung an den Gläubiger und die förmliche Zustellung des Mahnbescheides gleichzeitig erfolgt.
Ein Rechtsanwalt und Inkassounternehmen bekommt für die Beantragung eines Mahnbescheids eine 1,0-Verfahrensgebühr gemäß Nr. 3305 VV RVG. Eine bereits entstandene Geschäftsgebühr nach Nr. 2300 VV RVG wird hälftig, höchstens jedoch mit einem Gebührensatz von 0,75 darauf angerechnet. Für die Beantragung des Vollstreckungsbescheides entsteht grundsätzlich eine 0,5 Verfahrensgebühr nach Nr. 3308 VV RVG. Dazu kommen wie stets Auslagen, insbesondere für Post- und Telekommunikation, sowie die Umsatzsteuer.
Die kostenrechtliche Ungleichbehandlung zwischen Inkassounternehmen und Rechtsanwälten im gerichtlichen Mahnverfahren wurde zum 1. Oktober 2021 aufgehoben. Entsprechend der seit langem vom BFIF e. V. (Bundesverband für Inkasso und Forderungsmanagement e. V.) erhobenen Forderungen entfiel die Sonderregelung des § 4 Absatz 4 Satz 2 RDGEG und bewirkte damit, dass Inkassodienstleister auch im gerichtlichen Mahnverfahren in Bezug auf ihre Kostenansprüche Rechtsanwältinnen und Rechtsanwälten vollständig gleichgestellt werden.
Eine spätere Antragsrücknahme entbindet den Antragsteller nicht von der Pflicht zur Zahlung der Gerichtskosten und der Kosten eines von ihm beauftragten Rechtsanwalts.
Die Kosten werden der Hauptforderung direkt aufgeschlagen und müssen vom Schuldner getragen werden, wenn er keinen Widerspruch erhebt und das Urteil für den Gläubiger gefällt wurde.

### Rechtsbehelf gegen den Mahnbescheid
Der behauptete Schuldner hat nach Empfang des Mahnbescheides die Möglichkeit, Widerspruch dagegen zu erheben. Eine gesetzlich normierte Ausschlussfrist dafür gibt es nicht. Der Mahnbescheid enthält jedoch gemäß § 692 Abs. 1 Nr. 3 ZPO die Aufforderung, innerhalb von zwei Wochen ab der Zustellung dem Zentralen Mahngericht mitzuteilen, ob und in welchem Umfang dem geltend gemachten Anspruch widersprochen wird. In jedem Fall kann ein Widerspruch nur bis zum Erlass eines Vollstreckungsbescheides erhoben werden. Ein verspäteter Widerspruch wird als Einspruch gegen den Vollstreckungsbescheid behandelt (§ 694 Abs. 2 Satz 1 ZPO). Das bedeutet in der Praxis, dass der Gläubiger meist so schnell wie möglich, also am 15. Tag nach Zugang des Mahnbescheides beim Schuldner, den Antrag auf Erlass eines Vollstreckungsbescheides stellt. Fällt der 14. Tag nach Zugang des Mahnbescheides auf einen Samstag, Sonntag oder gesetzlichen Feiertag, endet die Widerspruchsfrist mit dem darauffolgenden Werktag. In der Praxis wird dem Gläubiger vom Zentralen Mahngericht ein Formblatt zur Antragstellung zugesandt, sowie die Information, wann der Mahnbescheid förmlich zugestellt wurde.

## Vollstreckungsbescheid

### Antrag/Erlass
Soweit der Antragsgegner keinen Widerspruch gegen den Mahnbescheid erhoben und die Forderung des Gläubigers auch nicht beglichen hat, kann das Amtsgericht / Mahngericht (§ 699 Abs. 1 ZPO) auf Antrag des Gläubigers einen Vollstreckungsbescheid auf Grundlage des nicht angefochtenen Mahnbescheids (oder dessen nicht angefochtenen Teils) erlassen. Der Antrag dafür darf frühestens zwei Wochen nach Zustellung des Mahnbescheids gestellt werden (Eingangsdatum beim Mahngericht) und muss spätestens sechs Monate nach dieser Zustellung beim zuständigen Zentralen Mahngericht eingehen (§ 701 ZPO). Er muss die Erklärung enthalten, ob und welche Zahlungen inzwischen auf den per Mahnbescheid geltend gemachten Anspruch geleistet worden sind.
Der vom Amtsgericht (Mahngericht) erlassene Vollstreckungsbescheid steht einem für vorläufig vollstreckbar erklärten Versäumnisurteil gleich (§ 700 Abs. 1 ZPO). Aus ihm kann somit sofort die Zwangsvollstreckung betrieben werden, selbst wenn der Schuldner noch Einspruch gegen den Vollstreckungsbescheid einlegt.
Der Vollstreckungsbescheid wird wahlweise vom Zentralen Mahngericht automatisch („von Amts wegen“) dem Antragsgegner zugestellt oder durch einen vom Gläubiger beauftragten Gerichtsvollzieher. Letzteres kann Zeit sparen, da der Gerichtsvollzieher zeitgleich schon die Zwangsvollstreckung betreiben kann. Die Zustellung erfolgt, sofern nichts anderes angegeben wird, an die Adresse, die im Mahnbescheid angegeben wurde.

### Rechtsbehelf gegen den Vollstreckungsbescheid
Gegen den Vollstreckungsbescheid kann der Antragsgegner binnen zwei Wochen Einspruch einlegen. Geschieht das nicht, wird der Vollstreckungsbescheid rechtskräftig wie ein Urteil mit allen Rechtskraftwirkungen. Von diesem Punkt an kann sich der Antragsgegner nur noch in Ausnahmefällen (etwa bei Arglist des Antragstellers) gegen die Forderung wehren, selbst wenn diese eigentlich unberechtigt ist. Wird rechtzeitig Einspruch eingelegt, folgt in der Regel ein Zivilprozess zur Klärung der Forderung. Der Gläubiger hat jedoch unabhängig davon die Möglichkeit, die Forderung schon mit Zwangsvollstreckungsmaßnahmen einzutreiben. Die sofortige Zwangsvollstreckung kann abgewendet werden, wenn neben dem Einspruch noch ein gesonderter „Antrag auf einstweilige Einstellung der Zwangsvollstreckung“ gestellt wird. Einem solchen Antrag wird in der Regel aber nur bei Stellung einer Sicherheitsleistung stattgegeben.

## Streitiges Verfahren
Erhebt der behauptete Schuldner vor Erlass eines Vollstreckungsbescheides Widerspruch, am sichersten also innerhalb der 2-Wochen-Frist nach Zustellung des Mahnbescheids, wird das Mahnverfahren nach Entrichtung der weiteren Gerichtskosten an das für den Rechtsstreit zuständige Gericht abgegeben (Prozessgericht), welches die Sache als normales Erkenntnisverfahren fortführt.
Beim Widerspruch gegen den Mahnbescheid geschieht das nur auf einen Antrag des Gläubigers oder Schuldners (in der Praxis enthält die Benachrichtigung des Mahngerichts über den Widerspruch des Schuldners den Hinweis, dass „als Antrag auch die Zahlung der Kosten für das streitige Verfahren angesehen wird.“)
Beim Einspruch gegen den Vollstreckungsbescheid wird die Sache gemäß § 700 Abs. 3 ZPO von Amts wegen an das Prozessgericht abgegeben.
Der Rechtsstreit gilt erst mit Eingang der Akten beim Gericht, an das er abgegeben wird, als anhängig. Damit kann es hier zu der Besonderheit kommen, dass der Zeitpunkt der Rechtshängigkeit, wenn diese (unter den Voraussetzungen von § 696 Abs. 3 ZPO) bereits mit der Zustellung des Mahnbescheids eintritt, vor dem der Anhängigkeit liegt.
Gegenstand des Verfahrens ist zunächst die Überprüfung der Zulässigkeit des Einspruchs. Ist der Einspruch zulässig, untersucht das Gericht, ob der mit dem Vollstreckungsbescheid geltend gemachte Anspruch begründet ist. Dafür muss der Antragsteller eine Anspruchsbegründung einreichen, die inhaltlich einer gewöhnlichen Klageschrift entspricht (§§ 700 Abs. 3, 697 Abs. 1 ZPO).
Ist der Beklagte im Einspruchstermin säumig, wird der erhobene Einspruch durch ein zweites Versäumnisurteil verworfen. Nach herrschender Ansicht ergeht das zweite Versäumnisurteil nach einem Mahnbescheidsverfahren erst nach Prüfung der Zulässigkeit und der Schlüssigkeit der Klage (§ 700 Abs. 6 ZPO i. V. m. § 331 Abs. 1 und 2 ZPO), denn im Mahnbescheidsverfahren selbst führt der Rechtspfleger keine materiell-rechtliche Prüfung durch. Bei erweiternder Auslegung des § 514 Abs. 2 ZPO kann die Berufung gegen das zweite Versäumnisurteil auch auf eine etwaige Unzulässigkeit oder Unschlüssigkeit gestützt werden.

## Hemmung der Verjährung
Bereits der Eingang des Antrags auf Erlass eines Mahnbescheides bei Gericht hemmt gem. § 167 ZPO die Verjährung, wenn die Zustellung demnächst erfolgt. Demnächst ist in diesem Zusammenhang nach der Rechtsprechung nicht rein zeitlich zu verstehen, maßgeblich ist vielmehr nach Ablauf von etwa einem Monat die Frage, ob die Verzögerung im gerichtlichen Geschäftsbetrieb oder in dem Verhalten des Antragstellers (falsche Adressangabe, verspätete Zahlung von Gebührenvorschüssen usw.) begründet ist.

## Urkunden-, Scheck- und Wechselmahnverfahren
Diese besonderen Verfahrensarten sind in § 703a ZPO geregelt. Sie kommen zur Anwendung, wenn die prozessuale Geltendmachung der Hauptforderung im Urkunden-, Scheck-, oder Wechselprozess zulässig wäre.
Der Verfahrensablauf unterscheidet sich nicht von dem eines regulären Mahnverfahrens, insbesondere ist die Vorlage der jeweiligen Urkunde nicht erforderlich. Die Bezeichnung im Antrag als Urkunden-, Scheck- oder Wechselmahnverfahren führt lediglich dazu, dass im Falle des Widerspruchs das streitige Verfahren automatisch ebenfalls in der jeweiligen Prozessart anhängig gemacht wird, was die schnellere Erlangung eines Vollstreckungstitels ermöglichen kann.
Ansprüche aus Urkunden, Schecks oder Wechseln können natürlich auch im regulären Mahnverfahren geltend gemacht werden, im Falle des Widerspruchs wird das streitige Verfahren dann allerdings auch als regulärer Zivilprozess (mit allen damit eventuell verbundenen Nachteilen) anhängig.
Wird hingegen ein normaler Anspruch versehentlich in einer dieser Verfahrensarten geltend gemacht, führt die automatische Überleitung in das entsprechende Prozessverfahren zu einer (kostenpflichtigen) Klageabweisung als „in der gewählten Verfahrensart unzulässig“.

## Frühere Bezeichnung Zahlungsbefehl
Bis 1977 wurde der Mahnbescheid in Deutschland offiziell Zahlungsbefehl genannt.

## Bezeichnung in Österreich
In Österreich weicht die Bezeichnung ab. Dort wird im Rahmen des obligatorischen Mahnverfahrens auf Antrag des Gläubigers durch das Gericht ein sogenannter Bedingter Zahlungsbefehl erlassen, solange die Forderung einen Betrag von 75.000,00 € nicht überschreitet.

## Europäischer Zahlungsbefehl
Mit der Verordnung (EG) Nr. 1896/2006 des Europäischen Parlaments und des Rates vom 12. Dezember 2006 (EuMahnVO) wurde zudem ein Europäisches Mahnverfahren eingeführt. Die EuMahnVO gilt in allen Mitgliedstaaten der Europäischen Union, mit Ausnahme von Dänemark. Damit soll die Beitreibung von Forderungen gegenüber Schuldnern vereinfacht werden, die ihren Wohnsitz in einem anderen EU-Mitgliedsstaat haben. Zuständig für einen Antragsteller mit Wohnsitz in Deutschland ist dabei das Amtsgericht Berlin-Wedding. Dieses ist nicht nur das zentrale Mahngericht für die Bundesländer Berlin und Brandenburg (das nationale deutsche Mahnverfahren betreffend). Vielmehr wurde das Amtsgericht Berlin-Wedding im Zuge der Einführung des Europäischen Mahnverfahrens auch zum Europäischen Mahngericht Deutschland bestimmt.
Anstatt des Ausdrucks „Mahnbescheid“, der in Deutschland im nationalen Mahnverfahren ergeht, wird im Zusammenhang mit dem Europäischen Mahnverfahren offiziell der Ausdruck „Zahlungsbefehl“ bzw. „Europäischer Zahlungsbefehl“ verwendet.
Für den Antrag auf Erlass eines Europäischen Zahlungsbefehls wurden spezielle Vordrucke entwickelt, deren Verwendung zwingend vorgeschrieben ist. Bedient sich der Antragsteller nicht dieser Formblätter, so liegt ein Verfahrensmangel vor, der zur Zurückweisung des Antrags führt (Artikel 11 Abs. 1 Ziff. a) EuMahnVO). Der Antrag auf Erlass eines Europäischen Zahlungsbefehls kann online ausgefüllt werden. Dieser muss dann per Post an das zuständige Europäische Mahngericht versendet werden. Eine Online-Antragstellung ist bis dato noch nicht möglich, allerdings wird im Internet das Formular zum Ausfüllen und Ausdrucken angeboten.
Der Ablauf des Europäischen Mahnverfahrens ist ähnlich dem Ablauf des nationalen Mahnverfahrens gestaltet. Jedoch beträgt beim Europäischen Mahnverfahren die Einspruchsfrist 30 Tage. Demgegenüber ist hier aber kein Vollstreckungsbescheid zwischengeschaltet. Vielmehr wird der Zahlungsbefehl direkt rechtskräftig und vollstreckbar (d. h. das Mahngericht erlässt einen entsprechenden Zahlungstitel), sofern der Schuldner nicht innerhalb der 30 Tage Einspruch dagegen einlegt. Der erlassene Zahlungstitel kann dann vom Gläubiger per Zwangsvollstreckung gegen den Schuldner durchgesetzt werden; er wird in den anderen Mitgliedstaaten jeweils anerkannt.